# نیک کیو
نیکلاس ادوارد «نیک» کِیو (به انگلیسی: Nicholas Edward "Nick" Cave) آهنگ‌ساز، خواننده، نوازنده، فیلم‌نامه‌نویس، نویسنده و بازیگر پاره‌وقت استرالیایی است.
او را بیش از هر چیز برای رهبری گروه نیک کیو و بد سیدز می‌شناسند، گروهی که در سال ۱۹۸۳ پایه‌گذاری شد و به واسطهٔ ترانه‌های متنوع و اعضای دائم در حال جایگزینی‌اش معروف است. پیش از این، او رهبری گروه برتدی پارتی را بر عهده داشت. یکی از افراطی‌ترین گروه‌های پست-پانک اوایل دهه هشتاد. در سال ۲۰۰۶ او گروه گرایندرمن را تشکیل داد با سبک گاراژ راک که آلبوم اولشان را سال بعد منتشر نمودند.
نیک کیو به «شاهزادهٔ تاریکی» ملقب است و مشخصهٔ موسیقی‌اش اغلب هیجانات شدید است.
از فیلم‌های معروف او می‌توان به بازی در فیلم جانی سوئید اشاره کرد.